# Hecalapona munia
Hecalapona munia är en insektsart som beskrevs av Delong och Freytag 1975. Hecalapona munia ingår i släktet Hecalapona och familjen dvärgstritar. Inga underarter finns listade i Catalogue of Life.